# Хермиона Грејнџер и криза четврт-живота
Хермиона Грејнџер и криза четврт-живота (енгл. Hermione Granger и Quarter Life Crisis) (енгл. Hermione Granger and the Quarter Life Crisis) је ТВ серија, коју су направили обожаваоци. Фокусирана је на живот Хермионе Грејнџер после Хогвортса. Филмски продуцент је Меган Гроган. У серији, Хермиона има 25 година, раскинула је дугогодишњу везу са Роном Веслем и живи у Лос Анђелесу. Кроз серију, Хермиона одустаје од свог досадашњег плана и уместо тога фокусира се на проналажење себе.

## Нови ликови

### Клека Диас
Клека Диас је паметна и такмичарски настројена. Хермиону доживљава као претњу.

### Лакита Грејнџер
Лакита Грејнџер је рођака Хермионе Грејнџер. Поседује и управља сопственом компанијом модног дизајна.

### Канг Џон
Канг Џон је звезда Квидича, Клекин пријатељ.

### Томи
Томи је млада, црна, вештица и Хермионова пријатељица. Приказана је у последњој епизоди серије.